# New Carlisle (Québec)
New Carlisle ist eine Gemeinde in der MRC Bonaventure im Südosten der kanadischen Provinz Québec.
Sie liegt 650 km nordöstlich der Provinzhauptstadt Québec an Südostküste der Halbinsel Gaspésie am Sankt-Lorenz-Golf.

## Söhne und Töchter der Stadt
- René Lévesque (1922–1987), Premierminister von Québec
- Nathalie Roy (* 1964), Journalistin, Rechtsanwältin und Politikerin